# Cosmophyga aliculata
Cosmophyga aliculata là một loài bướm đêm trong họ Geometridae.